# Унакрсна ватра
Унакрсна ватра је роман америчког књижевника Џејмс Патерсона објављен 2010. године. У Србији је преведен 2010. године. Роман се фокусира на главног јунака, детектива Алекса Кроса и његовог непријатеља Кајла Крега. Претходио је роман Ја, Алекс Крос, а следио га је Убити Алекса Кроса. У књизи се Алекс венчава за Бри након што ју је запросио у претходној књизи; књига такође описује коначно појављивање Кајла Крејга, који умире пуцајући у резервоар са кисеоником, убивши њега и два полицајца пре него што га Алекс поново пошаље у затвор.
Роман је преведен на српски језик 2018. године. 

## Радња романа
Психотични бивши агент ФБИ-ја и серијски убица Кајл Крег, који је побегао из затвора Флоренс Супермакс у Дабл Кросу, чека агента ФБИ Макса Сигела. Након што га је испитао, открива да планира да се подвргне пластичној операцији и тако постане Макс Сигел добијањем његових физичких особина; он тада убија Сигела. У међувремену, у Вашингтону, психолог и детектив полиције метроа Алекс Крос запросио је своју девојку Бријану „Бри“ Стоун и њих двоје тренутно планирају венчање. Међутим, Алекс је позван на случај "снајпера". На месту злочина су убијене две злогласне особе (за које се зна да су политички убијене). Алекс га одмах препознаје као снајперисту када сви други у почетку нису свесни тога – то јест, све док агент Макс Сигел/Кајл Крег не дође и упозна Кроса, који је тренутно изнервиран – и не воли – Сигела. Крег жели Алекса мртвог јер га је годинама раније послао у затвор. У међувремену, Алексов најбољи и најближи пријатељ, Џон Сампсон, тражи Алексову помоћ у низу убистава са бројевима на лицима жртава.
Мич и Дени, убице у случају снајпериста, поново нападају. Мич не зна да они раде за богатог човека, који ће платити Денију и Мичу. Њих двоје наизменично живе у предграђу и у склоништу за бескућнике. После два друга снајперска убиства, Алекс схвата да убице користе предграђе и почиње да их тражи. Кајл Крег/Мак Сигел има секс са проституком и убија је; он касније убија жену из ФБИ-а коју је Алекс познавао из случаја из романа Двострука превара и депонује њено тело насумичним убиствима, лажно имплицирајући да је он број-серијски убица. Дени и Мич касније украду компјутер од двојице тинејџера и напишу поруку мејлом Вашингтонским новинама. Новинска компанија то убрзо сазнаје и чита, али полицајци долазе да истраже. Крос испитује шефа особља, чита имејлове и касније сазнаје имена убица од жене/шефа особља. У међувремену, Мич и Дени посећују Мичеву бившу жену, која не дозвољава да њихово дете/ћерка види оца. Мич јој даје хиљаду долара да надокнади бригу о деци. Затим одлазе у посету Мичевој мајци; њен муж (Мичев отац) је умро пре две године, када је Мич отишао. Њих двоје вечерају у кући Мичове мајке и беже. Међутим, пре него што је отишао, Дени убија Мичеву мајку, а да Мич не зна.
У међувремену, враћајући се да види шефа особља у њеној канцеларији у згради новина, открива да Дени и Мич живе у неколико склоништа. Макс Сигел, Сампсон и Алекс одлазе да траже њих двојицу у бројним склоништима и проналазе сумњивог човека који бежи након што га испитају. Алекс проналази нож у човековом сакоу и каже Сампсону да јури за њим. Сампсон га прати, али га губи. У међувремену, у компјутерској бази Алекс сазнаје да се човек зове Сажива, да има кривични досије, да је предавао математику и друге ствари попут бројева на лицу жртве. Када га касније траже, Алекс и Сампсон сазнају да је Кајл убио Саживу.
Дени и Мич бацају Субурбан у воду, јер су раније полицајцима на граници били наизглед 'сумњиви' и побегли другим возилом. Касније, они почине своје последње снајперско убиство, издалека у музеју, и убијају политичку личност која је "забрљала". Због нереда се његова партија и компанија затворила и хиљаде људи је остало без посла. Када одлази, Дени убија Мича, наводећи то као "само посао". Следећег дана, Алекс је на лицу места и покушава да открије где је снајпериста пуцао. Одлази у музеј и проналази Мичијево тело. Дени сатера Алекса у угао и приморава Алекса да баци свој глок. Пре него што Дени успе да убије Алекса, Сигел пуца и убије Денија, који је раније убио свог бившег послодавца (на листи снајпериста). Алекс и Сигел су коначно постали прави пријатељи, а Алекс се захвалио Сигелу.
Бри и Алекс се коначно венчавају, проводе ноћ сами заједно и воде љубав. Међутим, следећег дана Сигел долази у посету, без знања Алекса, који прима телефонски позив од Кајла Крега. Крег – без да је то рекао – имплицира да је он Макс Сигел. Алекс и Бри то убрзо схватају, а након покушаја да зауставе Крега, Алекс јури Кајла и они почињу да се свађају. Алекс га савладава и пуца у обе ноге. Долазе болничари и два полицајца. Док Крега одводе, он хвата пиштољ полицајца и пуца у његов резервоар са кисеоником у возилу хитне помоћи, убијајући болничаре, себе и двојицу полицајаца. Алексу је на неки начин драго што је Кајл мртав, одлучивши да би могао да напише роман заснован на његовим и Крејговим пријатељским авантурама са непријатељима, и Крејговом коначном ставу (који је на крају довео до његове смрти). Алекс и Бри затим настављају свој медени месец, коначно у миру.

### Резиме радње
Ова књига има две испреплетане радње. Примарни укључује серију снајперских убистава политичких личности. Детектив Алекс Крос и Бри Стоун планирају своје венчање, али морају да одложе своје планове за венчање да би истражили неколико трагова првог низа убистава, а затим покушали да пронађу починиоце како се почиње још више убистава. Друга радња укључује Кајла Крега, бившег агента ФБИ претвореног у психопатског убицу (познатог из претходних романе Руже су црвене и Љубичице су плаве). Читаоцима на почетку романа приказано је како Крег убија особу да би пластичном хирургијом могао да преузме његов идентитет и да се неоткривено пресели назад у град после затвора. Пошто је Крос помогао да се Крег стави у савезни затвор, Крег жели да убије Кроса. Крег је побегао из затвора Флоренс Супермакс у претходном Кросовом роману, Двострука превара. У међувремену, ФБИ је укључен у случај снајпериста, а агент Макс Сигел је додељен овом случају. Крос и Сигел се не подносе добро. Сиегел се искупљује са Кросом, чак и спасава Кросов живот. Међутим, Сигел има неколико шокантних изненађења за Алекса Кроса и Бри Стоун.

## Критика
Књига је објављена и има мешовите критике. Био је на листи бестселера Њујорк тајмса 2010. године неколико недеља. Амазон је од маја 2012. имао 186 рецензија читалаца за роман. Од могућих пет звездица, рецензије су књизи дале у просеку 3,5 звездице. Веб локација Good Reads је од маја 2012. имала 598 рецензија читалаца и 5.689 оцена купаца. Оцене су дале роману просечно 3,93 од могућих пет звездица.